# 公武合體
公武合體，又稱為公武合體論、公武合體運動、公武一和、公武合一，是日本江戶時代後期（幕末）的一種政治理論，主旨是聯合朝廷（公家）和幕府（武家）改造幕府權力。此政論獲得幕府和許多大藩侯的支持，主要目的是要結合朝廷的權威，壓制當時的尊皇攘夷（尊攘）運動，以避免幕府倒台，進一步強化幕府的地位。

## 概要

### 幕府
幕府方面爲了修復因美日修好通商條約的簽署而分裂的朝廷-幕府關係，並恢復幕府的權威而推進的對策。中心概論是，從尊王的立場出發，糾正朝廷和幕府君臣之間的名義，迴避反幕府勢力的批評，同時在朝幕間再次確認已經慣例化的大政委任論，並重新將其制度化，從而加強幕府權力的重組。這一公武合體政策不僅僅是一個名義，為了具體展示其成果，推動了針對幕府將軍德川家茂與孝明天皇的皇妹和宮親子內親王的聯姻計劃。

### 公武合體派
另一方面，越前藩的松平慶永（春嶽）、薩摩藩的島津齊彬、島津久光等公武合體派的有力人士主張，除了朝幕的聯合之外，包括外樣藩在內的有力諸藩齊心協力，構築舉國一致的體制。
這不僅迫使傳統譜代大名就任的老中制發生變革，與保守的幕閣發生摩擦是不可避免的，而且與以幕府爲中心的公武合體政策也逐漸出現分歧。他們雖然對通商條約的異敕簽字持批判態度，但是開國·通商容忍論佔主流，與不惜戰爭主張破約攘夷的尊王攘夷激進派尖銳對立。

## 展開

### 一橋派幕府與雄藩合作
1853年（嘉永6年），發生黑船事件，美國 海軍准將培里帶着時任總統菲爾莫爾的國書來港，伴隨着軍艦的示威要求解除鎖國、開放通商。當時的老中首座阿部正弘對失敗的天保改革進行了反省，並採取了與薩摩藩等雄藩積極合作的方針。阿部在對諸大名進行開國諮詢的基礎上，向朝廷通報了國書的受理，這兩件事都是史無前例的。而在《美日修好通商條約》是否簽訂的諮詢程序中，各大名間起初也有不惜發動戰爭的強硬論點，但經過採取開國方案的幕府多次諮詢後，最終在大名之間也出現了通商容忍論。
與通商條約簽訂問題並行，幕府內部圍繞將軍繼嗣問題的政治鬥爭正在取得進展。其中，以越前藩藩主松平慶永、薩摩藩藩主島津齊彬為首的諸多有力大名紛紛敦促自藩參與政治，並發起擁護一橋德川家當主一橋慶喜的運動，採取雄藩協調政策的阿部正弘等幕臣也支持這一運動，形成「一橋派」。相反，支持德川慶福嚮往幕府權威再興的保守派彥根藩井伊直弼等人則形成「南紀派」與之抗衡。
1857年（安政四年），阿部正弘猝死，由於老中首座堀田正睦等人的持續推動，幕府的雄藩合作政策依然如故。但由於力主攘夷論的孝明天皇拒絕條約敕許，而使其氣勢在政治上受到了打擊。另一方面，南紀派領袖井伊直弼就任大老，而以堀田正睦為首的一橋派幕臣，在《美日修好通商條約》並未得到敕許的情況下，立即決定簽字。

### 井伊政權與戊午密敕
1858年（安政5年）5月，就任大老的井伊直弼將出自紀伊藩的德川慶福（即後來的十三代將軍德川家茂）定爲將軍後繼者，從而解決了將軍繼嗣問題，並迫使一橋派幕臣下臺。
此期間，一橋派諸大名不斷批評井伊簽署違敕，然由於一橋派內部主張通商論者佔優勢，實際上主導條約、簽署違敕的是堀田等一橋派幕臣，因此最終無法扳倒井伊直弼，一橋派人士反而陸續受到被迫隱居、謹慎等的處分。
與美國簽署通商條約後，幕府與法國、英國等國家簽訂了類似的條約，亦即《安政五國條約》，不服井伊政策的孝明天皇對水戶藩、御三家、御三卿等人下達了戊午密敕，要求在幕閣、外樣大名及譜代大名等人的協助下建立"公武御合體"，此密敕包括萬一出兵的委託在內，被傳送到各藩，但在之後的鎮壓中，包括薩摩、長州在內的各藩均並沒有行動。
另一方面，井伊直弼將此視爲前水戶藩主德川齊昭等人的陰謀，並對反對派進行了大鎮壓，迫使要求立即攘夷的天皇屈服，史稱安政大獄。由於執政措施引起了各方面的反感，1860年（安政7年)，井伊直弼於櫻田門外之變中，被來自水戶、薩摩兩藩的浪士暗殺。